# Groß Gottschow
Groß Gottschow ist ein Gemeindeteil im Ortsteil Krampfer der Gemeinde Plattenburg im Landkreis Prignitz in Brandenburg.

## Geografische Lage
Das Dorf liegt im Nordwesten der Gemarkung und grenzt im Nordwesten an Perleberg. Nördlich grenzt das Dorf an die Gemeinde Groß Pankow an. Südöstlich liegt Krampfer, südlich Kahlhorst und südwestlich Kleinow und Burghagen. Die Landstraße 101 führt von Nordwesten kommend in südöstlicher Richtung als zentrale Verbindungsachse durch den Ort. Westlich fließt, von Norden kommend, der Jeetzbach in südlicher Richtung am Ort vorbei. Die Wohnbebauung konzentriert sich entlang der Gottschower Dorfstraße, die die 101 in einem rechten Winkel kreuzt. Die übrigen Flächen werden vorzugsweise land- und forstwirtschaftlich genutzt. Im Südwesten liegt der 54,1 m ü. NHN Meter hohe Fuchsberg, im Nordwesten der 54,6 m ü. NHN hohe Hütberg. Im Mittelalter wurde es noch „als Walddorf gedeutet“, d. h. der Baumbestand war deutlich dichter als im 21. Jahrhundert.
Groß Gottschow ist ein breites Straßendorf mit Dorfkirche. Rund 1,5 km nordöstlich befindet sich Der wendische Kirchhof, rund 1,5 km südsüdöstlich der Flurname Kahl B. Westlich liegt die Oll Dörpstell, nordöstlich vom Dorf die Dörpstell nahe den Jeetzestücken auf der Flurmark Klein Gottschow. In 800 Metern Entfernung vom Dorfkern liegt östlich eine altslawische Siedlung aus dem 8./9. bis 10. Jahrhundert.

## Geschichte und Etymologie

### 14. und 15. Jahrhundert

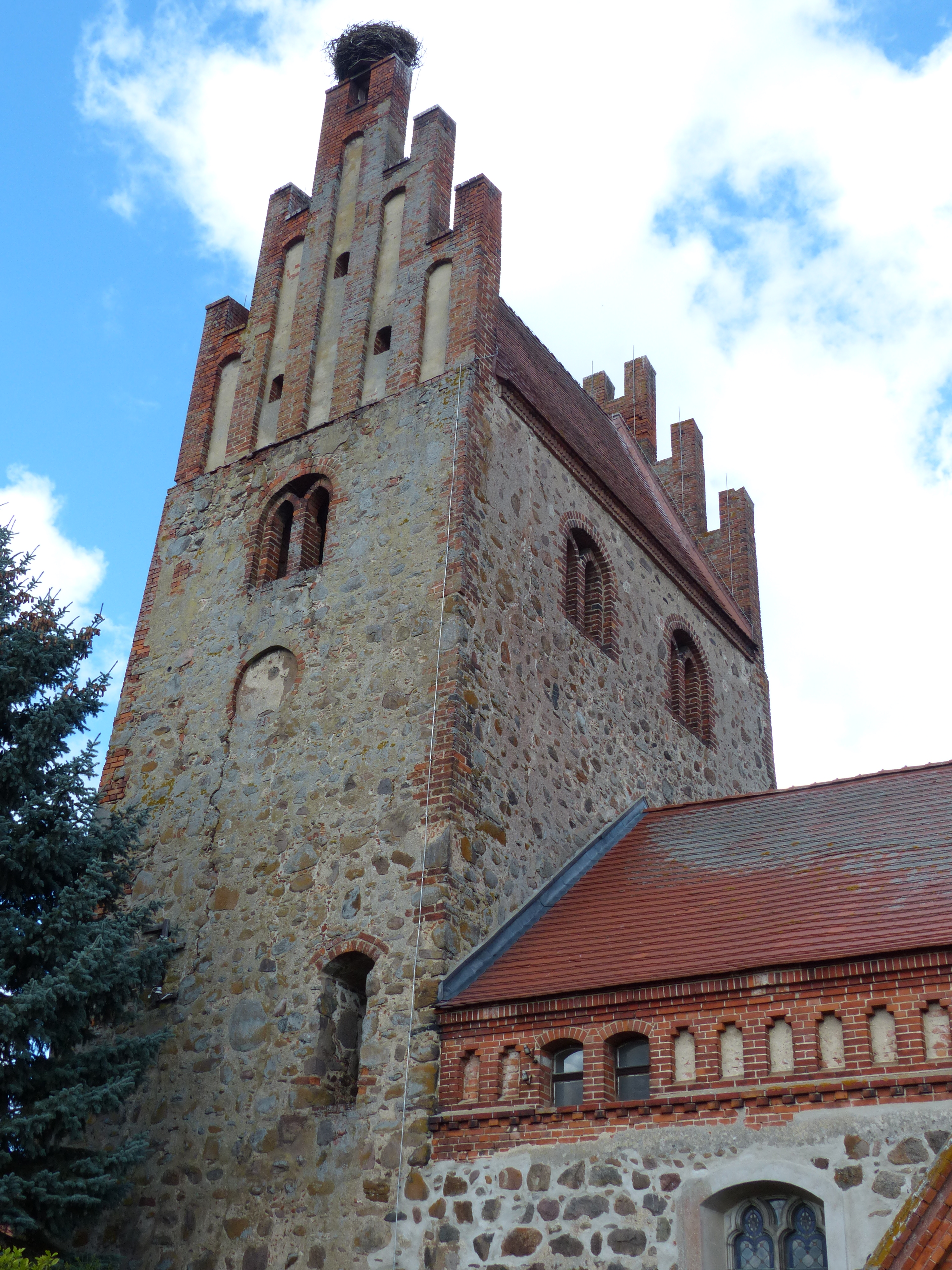
Dorfkirche Groß Gottschow

Das Dorf wurde 1323/1351 erstmals als Goscrow urkundlich erwähnt. Die Bezeichnung soll auf einen Siedler mit dem Namen Chotzek oder Chotschek hinweisen. Weitere Schreibweisen waren 1345 Gazkowe, 1429 to dudeschen Gotzkow, 1441 to dudeschen Gosthow, to Dudeschen Goßcow, to Goßkow, 1621 zur Teuschen Götzkow und 1631 zur großen Gotzkow. In dieser Zeit kam es in den Jahren 1421 bis 1424 zu Überfällen durch mecklenburgische Raubritter. Zwei Jahre später brannten drei Höfe ab; Kühe wurden geraubt. Und auch in den Folgejahren kam es immer wieder zu Übergriffen auf das Dorf, so in den Jahren 1429, 1430, 1432, 1447 und 1448/1449. Das Dorf war zu dieser Zeit Wohnsitz der von Karstedt zu Groß Gottschau (1438). Anfang des 14. Jahrhunderts errichteten Handwerker eine Dorfkirche. Kurz vor Ende des 15. Jahrhunderts waren aber auch noch die Familien von Grävenitz und von Grabow dort ansässig. Aus dieser Konstellation ergab sich in eine komplexe Besitzgeschichte aus bis zu 14. Anteilen und drei Rittersitzen. Der erste Anteil gehörte von vor 1441 bis 1760 den von Grabow zu Groß Gottschow (1493) und Abbendorf und umfasste 7 ½ Hufe und Hebungen (1441) bzw. einen Rittersitz (1493, 1608) und sieben Hufe (1598, 1645) bzw. einen Rittersitz mit zwei Ritterhufen und ein Einhufner (1688). Er befand sich von 1689 bis 1741 im Wiederverkaufsbesitz der Ganz Edlen Herren zu Putlitz und wurde 1741 von den von Grabow reluiert. Der Besitz umfasste bis 1760 einen Rittersitz, zwei Bauern und einen Kossäten (1745) und kam im Jahr 1761 an die von Grabows Universalerbe von Zieten und Erben bis nach 1818. Im Jahr 1764 kamen ein Hufner der von Grävenitz zu Rohlsdorf sowie 1/3 der Straßengerechtigkeit hinzu. Ende des 18. Jahrhunderts wurde der Anteil mit dem vormaligen Rittergut der von Holst vereinigt (siehe 2. Anteil). Die weiteren Besitzer waren von vor 1823 bis nach 1828 die Familie Schulze und von 1830 bis nach 1862 die Beyl zu Groß Gottschow über das Rittergut mit Zubehör.
Die von Karstedt zu Groß Gottschow besaßen von vor 1438 bis 1641 den zweiten Anteil. Er umfasste einen Rittersitz (1438, 1546) und seit 1581 auch den Anteil der von Platen zu Mesendorf an der Straßengerichtsbarkeit (siehe 11. Anteil) bzw. einen Rittersitz mit 3 ½ Hufen, zwei Bauern und zwei Kossäten (1598). Er kam 1608 wiederverkaufsweise an die von Holst und wurde 1641 erblich veräußert. Anschließend waren von 1641 bis 1778 die von Holst zu Groß Gottschau die Besitzer eines Rittersitzes mit 3 ½ Hufen, einem Anteil der der Straßengerichtsbarkeit, zwei Hufnern mit 2 und 1 ½ Hufen sowie zwei Kossäten (1641) bzw. einen Rittersitz und vier Bauern (1745). Anschließend war die Witwe von Zieten, eine geborene Holst, ab 1778 Eigentümerin des Gutes. Drei Jahre später übernahm ihr Sohn das Rittergut und vereinigte es mit den von Zietenschen Rittergut (siehe 1. Anteil).
Den dritten Anteil besaßen von vor 1448/1449 bis 1808 die von Grävenitz zu Schilde, Groß Gottschow und Rohlsdorf (1499, 1539, 1622) bzw. zu Rohlsdorf (1632, 1745) und nach 1808 die weiteren Besitzer von Rohlsdorf. Er umfasste einen Rittersitz (1499, 1622), 1⁄3 die Straßengerechtigkeit und Kruglage, drei Zweihufner, zwei Kossäten und einen Wohnhof (1598, 1697) bzw. vier Bauern und zwei Kossäten (1745). Im Jahr 1764 wurde eine Hufnerhof und 1⁄3 der Straßengerechtigkeit an die von Ziethen zu Groß Gottschow verkauft. Der Perleberger Bürger Dobberzin besaß von vor 1441 bis 1480 den vierten Anteil, der eine Hufe umfasste (1480). Er verkaufte ihn an die von Rohr zu Neuhausen, die ihn bis 1618 hielten. Später kam er zu Klein Linde und wurde 1618 gemeinsam mit Klein Linde an die von Winterfeld zu Dallmin verkauft. Sie hielten bis 1799 einen Bauernhof (1686, 1745). Den fünften Anteil hielt von vor 1432 bis nach 1840 der Perleberger Bürger Burghagen bzw. von Burghagen (seit 1830 von Burghagen-Wedell) zu Kleinow und Burghagen. Er umfasste die Dienste aus vier Hufen (1481) bzw. drei Untertanen (1739) und war zeitweise geteilt: Das Gut Kleinow besaß einen Bauern, das Gut Burghagen zwei Bauern (1745). Der sechste Anteil war von vor 1441 bis 1574 im Besitz der von Platen zu Quitzow und umfasste 13 Hufen (1441). Sie verkauften ihn an die von Karstedt, die bis nach 1840 einen Rittersitz (1684) bzw. (1745) zwei Bauern und einen Kossäten ganz, einen weiteren Bauern zusammen mit den von Platen zu Mesendorf besaßen (siehe 11. Anteil). Der siebte Anteil war von vor 1515 bis Anfang des 18. Jahrhunderts im Besitz der Herrschaften Stavenow und Kletzke. Sie besaßen je ½ Kirchenpatronat (1515, 1560, 1600 auch die von Quitzow zu Rühstädt und Quitzöbel) und Abgaben von Bauern für einige Wiesen (1560, 1688). Der Anteil war im 18. Jahrhundert bis nach 1840 im Besitz des Gutes Kletzke, die das Kirchenpatronat sowie einen Bauern besaßen (1745). Den achten Anteil besaßen von vor 1542 bis nach 1840 die Gans Edlen Herren zu Putlitz auf Wolfshagen und Putlitz und umfasste zwei Personen (1542). Der neunte Anteil war von vor 1423 bis nach 1840 im Besitz der von Wartenberg zu Uenze und umfasste drei Personen (1542) bzw. zwei Hufner und einen Kossäten (1579). Er gelangte später an die von Wartenberg zu Luggendorf und umfasste zwei Bauern und einen Kossäten (1711) bzw. drei Bauern (1745). Der zehnte Anteil war von vor 1618 bis nach 1840 im Besitz der von Möllendorf zu Lindenberg und Krampfer und umfasste Hebungen von einem Hof (1618) bzw. einen Anteil am geistlichen Lehen oder Kirchenpatronat (1698, 1706). Der elfte Anteil war von vor 1542 bis nach 1800 im Besitz des Gutes Mesendorf über mindestens einen Zweihufner (1555) und einen Anteil an der Straßengerichtsbarkeit (1581), die im genannten Jahr an die von Karstedt zu Groß Gottschow verkauft wurde (siehe 2. Anteil). Danach umfasste er einen Zweihufner und einen Kossäten (1621) bzw. einen Bauern ganz und einen zusammen mit den von Karstedt zu Kaltenhof (siehe 6. Anteil). Der zwölfte Anteil gehörte vor 1429 der Familie Cone von Retzdorf genannt vom Schilde, die eine Hufe von einem Hof besaßen. Sie vermachten ihn 1429 an den Altar der Knochenhauergilde und den Kaufleuten in Perleberg. Im Jahr 1542 war er im Besitz des St. Annen-Altars und umfasste die Hebungen von einem Hof und Groß Gottschow, bevor er in die Verwaltung des Gemeinen Kastens zu Perleberg überging. Der 13. Anteil war von vor 1426 bis 1543 im Besitz der Kaland zu Perleberg und umfasste einen Bauernhof in Groß Gottschow (den sogenannten Kalandshof). Anschließend wurde der dem Gemeinden Kasten zu Perleberg überlassen und war bis 1849 ein Vollhufnerhof (1744) unter der Gerichtsbarkeit der Stadt. Die 14. Anteile waren Splitterbesitz, der sich teilweise in Händen einzelner Perleberger Lehnbürgerfamilien befanden, so 1323/1351 bei der Familie Sander, 1345 bei der Familie Radolf über Hebungen, 1441 bei der Familie Strelemann über zwei Höhe mit drei Hebungen und Achim Noide über eine Rente, 1618 bei der Familie Dobberzin über Hebungen von einem Hof der von Winterfeld; 1625 bis nach 1721 bei der Familie Rulow über Hebungen von einem Bauernhof und 1745 bei Georg Rotschin über einen Bauern.

### 16. Jahrhundert
Das Kirchenpatronat lag im Jahr 1542 bei den von Quitzow. Es gab zu dieser Zeit einen Pfarrhof mit zwei Hufen, der 1558 auch einen Kohlgarten vor dem Dorf umfasste. Der Pfarrer bewirtschaftet ihn selbst und konnte bei 20 Scheffel Roggen, 6 Scheffel Gerste und ½ Wispel Hafer säen. Außerdem besaß er eine Wörde zu 3 Scheffel Saat. Er bekam die 30. Garbe allerlei Korns vom ganzen Feld. Ein Küster war zu dieser Zeit nicht vorhanden; 1581 auch kein Küsterhaus. Die von Quitzow befahlen den Einwohnern jedoch den Bau, der 1585 realisiert wurde. Die Kirche besaß einen fünf Hufe großen Acker auf dem 5 Scheffel Saat ausgebracht wurden. Hinzu kamen eine Wiese, einen Hopfengarten sowie etliche Wörden, die Meuseborch genannt wurden. Im Dorf gab es zu dieser Zeit 26 Hufner und drei Kossäten (1576). Fünf Jahre später wohnte ein Bauer in einem ehemaligen Edelmannshof (Rittergut).

### 17. Jahrhundert
Die von Karstedts hatten im Jahr 1602 einen Bauernhof ausgekauft. Sechs Jahre später gab es nur noch die Rittersitze der von Karstedts und der von Grabow. Die von Winterfeld zu Dallmin besetzten im Jahr 1629 ihren Bauernhof mit einem Meier. Für 1652 sind verzeichnet: sechs Vollhufner, vier Halbhufner, drei Kossäten und 17 Personen. Im Jahr 1684 erschienen wieder drei Rittersitze: derer von Grabow, derer von Holst und derer von Karstedt, der an Joachim Panckow verpensioniert war. Eine Statistik aus dem Jahr 1686 führte aus: ein Vierhufner, den die unmündigen Kinder von Joachim Ludwig von Karstedt besaßen, zwei Dreihufner (den Hof der von Winterfelds sowie einen wüsten Hof), 15 Zweihufner (davon drei wüst), sechs Halbhufner (3 mit je 1 ½ und 3 mit je 1 Hufe), vier Kossäten sowie eine bewohnte Krugstelle, ein Kuhhirt, ein Schäfer und ein Schweinehirt. Die Fläche war insgesamt 48 Hufen groß; darauf wurden 37 Wispel 2 ½ Scheffel Aussaat ausgebracht. Die wüsten Hofe wurden von der Obrigkeit genutzt. Die Wiesen brachten nur einen schlechten Ertrag (nicht mehr als ein Fuder Heu), ebenso die Weiden. Der Acker war ebenfalls mittelmäßig; die Bauern betrieben ein wenig Mast, Hütung und Viehzucht, jedoch keine Fischerei.

### 18. Jahrhundert
Eine Statistik aus dem Jahr 1719 führte auf: 22 Hufner, drei Kossäten, vier Kötter, zwei Paar Einlieger und zwei Hirten ohne Vieh. Eine Schmiede ist ab 1729 überliefert, die sich in Richtung Krampfer befunden haben soll. Im Jahr 1734 waren es 22 Bauern, drei Kossäten, 17 Häuslinge, ein Leineweber, ein Schäfer und zwei Hirten. Vom Dorf mit zwei Rittersitzen, 24 Bauern und vier Kossäten wurde 1745 berichtet. In einer weiteren Statistik aus dem Jahr 1760 gab es 22 Hufner, drei Kossäten, vier Kötter, ein Paar Einlieger, einen Dorfschäfer und einen Kuhhirten. Ein Vorwerk erschien 1791 zum Dorf gehörig. Es gab außerdem 17 Bauern, sieben Halbbauern, ein Kossät, drei Büdner, 15 Hausleute, ein Verwalter und ein Pfarrer, die in Summe 56 Feuerstellen (= Haushalte) betrieben.

### 19. Jahrhundert
Im Jahr 1801 gab es 23 Ganzbauern, zwei Halbbauern, vier Büdner, zehn Einlieger und 56 Feuerstellen. Für 1819 wurden aufgeführt: 22 Hufner, drei Kossäten, vier Kötter, ein Kostknecht, ein Dorfschäfer und ein Kuhhirte sowie zwei Einlieger. Im Dorf standen im Jahr 1846 insgesamt 68 Wohnhäuser. Im Folgejahr trat ein Schmiedemeister Gustav Ladewig auf, der 1886 von Carl Neumann abgelöst wurde. Seine Familie führte die Schmiede bis 1940 weiter. Das Bauwerk wurde 1980 abgerissen. Es gab außerdem ab 1848 einen Stellmacher Ludwig Ladewig, der um 1889 vom Stellmacher Joachim Blum abgelöst wurde. Ihm folgte wieder Rudolf Korup um 1900. Um 1860 gab es außerdem einen Molkereibesitzer mit dem Namen Otto Torno. Das Maurerhandwerk kam ab 1842 in den Ort und lag bei der Familie Götze. Das Dorf bestand im Jahr 1860 mit vier Abbauten (darunter eine Windmühle) und fünf öffentlichen, 67 Wohn- und 69 Wirtschaftsgebäuden (darunter eine Getreidemühle) mit einer Fläche von 3414 Morgen (Mg): 29 Gehöfte, 64 Mg Gartenland, 2795 Mg Acker, 158 Mg Wiese, 253 Mg Weide, 115 Mg Wald, Das Gut war 505 Mg groß: 2 Mg Gehöfte, 4 Mg Gartenland, 392 Mg Acker, 16 Mg Wiese, 18 Mg Weide, 73 Mg Wald. Es umfasste drei Wohn- und fünf Wirtschaftsgebäude. Der Gutsbezirk wurde 1888 aufgelöst, das Gut parzelliert und in der Matrikel gelöscht.

### 20. Jahrhundert
Zur Jahrhundertwende gab es in Groß Gottschow 51 Häuser auf 1130 Hektar (ha) Fläche. Eine Statistik von 1907 führte auf: einen Gemeindevorsteher, 16 Bauern, zwei Witwen, einen Kossäten, zwei Kötter, vier Landwirte, drei Eigentümer, einen Mühlenbesitzer, einen Schneider, einen Prediger, einen Lehrer, zwei Altsitzer, zwei Frauen und zwei Rentner. Groß Gottschow wurde 1931 Gemeinde und umfasste 52 Wohnhäuser. Im Jahr 1939 gab es im Dorf einen land- und forstwirtschaftlichen Betrieb, der größer als 100 Hektar war. 20 weitere Betriebe waren zwischen 20 und 100 Hektar groß, acht Betriebe zwischen 10 und 20 Hektar, vier Betriebe zwischen 5 und 10 Hektar sowie zehn Betriebe zwischen 0,5 und 5 Hektar.
Nach dem Zweiten Weltkrieg wurden 131,97 Hektar enteignet und auf vier Neubauern mit 11,39 ha aufgeteilt. Weitere zwölf Bauern erhielten 97,25 ha, ein Bauer 11,15 ha sowie die Gemeinde die übrigen Flächen.
Im Jahr 1957 gründete sich eine LPG vom Typ III Empor mit zunächst 17 Mitgliedern und 35,88 Hektar landwirtschaftlicher Nutzfläche. Sie wuchs bis zum Jahr 1960 auf 97 Mitglieder und 643,67 Hektar Fläche an. Es gab weiterhin die LPG Typ I Neues Leben mit 15 Mitgliedern und 133,98 ha Fläche, die 1972 an die LPG Typ III angeschlossen wurde. Die LPG Empor schloss sich 1974 an die LPG Goldene Ähre in Krampfer an. Groß Gottschow war in dieser Zeit im Jahr 1957 Gemeinde mit dem Wohnplatz Kahlhorst und wurde 1973 in die Gemeinde Krampfer eingegliedert und war dort ab 1985 ein Ortsteil.

## Bevölkerungsentwicklung
| Jahr      | 1734 | 1772 | 1791 | 1801 | 1817 | 1837 | 1858                | 1871       | 1895 | 1925 | 1939 | 1946 | 1964 | 1971 | 1991 |
| Einwohner | 250  | 243  | 245  | 247  | 264  | 320  | Dorf 326 und Gut 27 | 312 und 35 | 304  | 240  | 232  | 391  | 256  | 249  | 159  |

## Kultur und Sehenswürdigkeiten
- Die Dorfkirche Groß Gottschow stammt aus dem Anfang des 14. Jahrhunderts und wurde bei einem Umbau im Jahr 1890 nach Osten verlängert. Die Ausmalung sowie die Kirchenausstattung stammen aus dem 19. Jahrhundert. Die Orgel errichtete Friedrich Hermann Lütkemüller im Jahr 1876.[9]
- Das Backhaus und Arrestgebäude sowie ein Gedenkstein für die Bodenreform in der Gottschower Dorfstraße stehen unter Denkmalschutz.
- Das Gutshaus mit Einfriedung in der Dorfstraße 18 sowie das Gehöft in der Gottschower Dorfstraße 33/33a und das Wohnhaus mit der Nr. 45 stehen ebenfalls unter Denkmalschutz.

## Personen mit Bezug zum Ort
- Samuel Christoph Abraham Lütkemüller: Pfarrer, Schriftsteller und Übersetzer schrieb im Predigerwitwenhaus im Jahr 1804 seinen Roman Revue, sein Sohn war Friedrich Hermann Lütkemüller.[5]